# 861
861（八百六十一、はっぴゃくろくじゅういち）は自然数、また整数において、860の次で862の前の数である。

## 性質
- 861は合成数であり、約数は 1, 3, 7, 21, 41, 123, 287, 861 である。
  - 約数の和は1344。
- 861 = 1 + 2 + 3 + 4 + 5 + 6 + 7 + 8 + 9 + 10 + … + 40 + 41
  - 41番目の三角数である。1つ前は820、次は903。
    - 三角数において各位の和も三角数になる27番目の数である。1つ前は820、次は1081。(オンライン整数列大辞典の数列 A062099)
    - 861 = 120 + 741 = 231 + 630 = 300 + 561
      - 三角数が異なる2つの三角数の和で表せる20番目の数である。1つ前は820、次は946。(オンライン整数列大辞典の数列 A112352)
        - 3通りの三角数の和で表せる4番目の三角数である。1つ前は666、次は1891。

    - 13番目の素数番目の三角数である。1つ前は703、次は946。(オンライン整数列大辞典の数列 A034953)

  - 21番目の六角数である。1つ前は780、次は946。
- 114番目の楔数である。1つ前は854、次は874。
  - 三角数の楔数としては12番目の数である。1つ前は741、次は903。
- 各位の和が15になる65番目の数である。1つ前は852、次は870。
- 各位の立方和が平方数になる44番目の数である。1つ前は840、次は880。(オンライン整数列大辞典の数列 A197039)
83 + 63 + 13 = 729 = 272
- 861 = 22 + 42 + 292 = 42 + 132 + 262 = 42 + 192 + 222 = 82 + 112 + 262 = 102 + 192 + 202 = 112 + 162 + 222
  - 3つの平方数の和6通りで表せる64番目の数である。1つ前は845、次は873。(オンライン整数列大辞典の数列 A025326)
  - 異なる3つの平方数の和6通りで表せる38番目の数である。1つ前は849、次は875。(オンライン整数列大辞典の数列 A025344)
- 861 = 23 + 53 + 63 + 83
  - 4つの正の数の立方数の和で表せる240番目の数である。1つ前は858、次は863。(オンライン整数列大辞典の数列 A003327)
  - 異なる正の数の4つの立方数の和1通りで表せる57番目の数である。1つ前は854、次は863。(オンライン整数列大辞典の数列 A025408)
- 861 = 64 − 54 + 44 − 34 + 24 − 14
  - n = 6 のときの |14 − 24 + … + (−1)n+1n4| の値とみたとき1つ前は435、次は1540。(ただし| |は絶対値記号)(オンライン整数列大辞典の数列 A062392)
- 861 = 312 − 100
  - n = 31 のときの n2 − 100 の値とみたとき1つ前は800、次は924。(オンライン整数列大辞典の数列 A120071)

## その他 861 に関連すること
- 西暦861年
- 紀元前861年
- 大阪市交通局861形電車は、大阪市交通局が保有していた路面電車。